# Ilmenau
Ilmenau è una città di 38 521 abitanti della Turingia, in Germania.

È il centro maggiore, ma non il capoluogo, del circondario dell'Ilm.

Ilmenau si fregia del titolo di "Grande città di circondario" (Große kreisangehörige Stadt).

## Storia
Nel 2018 vennero aggregati alla città di Ilmenau le città di Gehren e di Langewiesen e i comuni di Pennewitz e di Wolfsberg.
Il 1º gennaio 2019 seguirono i comuni di Frauenwald e Stützerbach.

## Geografia antropica
Appartengono alla città di Ilmenau le frazioni (Ortsteil) di Bücheloh, Frauenwald, Stadt Gehren, Gräfinau-Angstedt, Heyda, Jesuborn, Stadt Langewiesen, Manebach, Möhrenbach, Oberpörlitz, Oehrenstock, Pennewitz, Roda, Stützerbach, Unterpörlitz e Wümbach.

## Amministrazione

### Gemellaggi
Ilmenau è gemellata con:
- Homburg, dal 1989
- Wetzlar, dal 1990
- Târgu Mureș, dal 1997
- Blue Ash, dal 2002